# Travis (film, 1996)
Travis [ˈtreɪvɪs] je český dramatický TV film s prvky hororu, režijní debut Václava Postráneckého dle povídky Jiřího Hanáka. Snímek vyrobila roku 1996 Česká televize ve studiu Ostrava.

## Děj
Děj zavede diváka na anglický venkov do starého, opuštěného venkovského sídla, kam míří zástupce pojišťovny Jeremy Heartley; má za úkol uspořádat pozůstalost po nebožtíkovi Simonu de la Mere. O něm se mnoho neví a místní starousedlíci Mapleovi zřejmě cosi zatajují. Starý dům budí dojem, že není zcela opuštěný (dochází se v něm k podivným zjevením a panuje tajemná, až hororová atmosféra). Heartley potkává malého chlapce jménem Travis, který je mu stále v patách. (Travis je oním duchem – přízrakem domu, jenž přináší neštěstí a zkázu.) Heartleymu se daří odkrýt záhady kolem staré rezidence, především však skládá mozaiku osudů a rozplétá předivo vztahů jeho původních obyvatel. Když se dozví o neočekávaném porodu své ženy, uspíší svůj odjezd; novorozenec se stává poslední Travisovou obětí, poté je duch povolán svou matkou Rebeccou, čímž se zlomí prokletí.

## Obsazení
| František Němec      | Jeremy Heartley |
| Josef Somr           | James Maple     |
| Jaroslava Tvrzníková | Mary Maple      |
| Pavel Povrazník      | Travis          |

## Hlasy
| Yvetta Blanarovičová | Rebecca                       |
| Martin Luhan         | Travis                        |
| Barbara Kodetová     | Sharon / Betty                |
| Jiří Ptáčník         | Nick                          |
| Antonín Korycan      |                               |
| Václav Postránecký   | Broderick, Jeremyho nadřízený |
| Otto Lackovič        | Davis                         |

## Tvůrci
- Námět: Jiří Hanák podle stejnojmenné divadelní hry
- Produkce: Marča Arichteva
- Text písní: Petr Šiška
- Výprava: Marie Schmidtová
- Kostýmy: Božena Zvěřinská
- Masky: Dana Zajíčková
- Script: Irena Bočková
- Hlavní kameraman: Vladimír Opletal
- Kamera: Miroslav Máté
- Zvuk: Milan Polášek
- Střih: Jiří Šebelka, Milan Bača
- Pomocná režie: Ivana Soukupová
- Vedoucí výroby: Marta Prachařová
- Další údaje: barevný, formát obrazu 16:9

## Zajímavost
- Závěrečná stejnojmenná píseň zní v podání Yvetty Blanarovičové; později tuto píseň nazpívala Věra Špinarová.